# Jazz at The Blackhawk
Albums de Cal Tjader
Cal Tjader Quintet Latin Kick
Jazz at The Blackhawk est le premier album en public (live) de la discographie de Cal Tjader enregistré en 1957 avec une formation Quartet au club de jazz « The Blackhawk » de San Francisco (Californie) . Il est sorti en 1957 et contient le single…

## Style de l'album
Jazz West Coast, jazz Bebop, Live.

## Titres
• Face A (21:47)
1. Bill B. (A1) - 6:50  ∫ de Cal Tjader
2. Land's End (A2) - 4:03 ∫  de Pat Tjader[2]
3. I'll Remember April (A3) - 6:10 ∫ de Gene DePaul, Don Raye et Patricia Johnston
4. Blues In The Night (A4) - 4:44 ∫ de Harold Arlen et  Johnny Mercer

• Face B (21:49)
1. Thinking Of You, MJQ (B1) - 3:39 ∫ de Vince Guaraldi
2. I've Never Been In Love Before (B2) - 3:35  ∫ de Frank Loesser
3. Two For Blues Suite (B3) - 5:15 ∫ de Gene Wright
4. When The Sun Comes Out (B4) - 4:50 ∫ de Harold Arlen et Ted Koehler
5. Lover Come Back To Me (B5) - 4:30 ∫ de Sigmund Romberg et Oscar Hammerstein II

## Single extrait au format 45 (7")
- 1955 : …

## Personnel & Enregistrement
- Enregistrements en public (live) le 20 janvier 1957 au club de jazz The Blackhawk[3] de San Francisco (Californie). Masters Fantasy.

## Design de Couverture
- Description : Les membres du quartet sont photographiés en costume noir et cravate. Prise de vue de plain-pied, position de 3/4 Face, le regard tournant sur l'épaule gauche, ordre croissant en taille (1. Vince Guaraldi, 2. Cal Tjader, 3. Al Torre, 4. Eugene Wright). Arrière plan : murs et sol éclairé d'un bâtiment, chambranle partiel d'une fenêtre. Typographie moderne sans patin en jaune quadrichromie (nom d'artiste en lettre capitale d'imprimerie et titrage en bdc[6]. (Voir la pochette[7]).
- Photographie de : …[8].

## Informations de Sortie
- Année de Sortie : 1957
- Intitulé : Cal Tjader Quartet - Jazz at The Blackhawk
- Label : Fantasy Records
- Référence Catalogue : Fantasy F-3283[9]
- Format :  LP 33 ou (12")
- Liner Notes : Ralph J. Gleason[10]

## Réédition FormatLPetCD
Réédition en album LP 33 Série Stéréo Disque sous le titre original « Jazz at The Blackhawk » .
- Références : Fantasy Records F-8096 (année?) [12].

Puis Réédition en CD sous le titre original « Jazz at The Blackhawk » :
- Références : Fantasy Original Jazz Classic OJC CD 436 (1991) et 436-2 (1996)[12]. Remastering des bandes d'enregistrements aux Fantasy Studios de Berkeley (Californie) par Phil De Lancie en 1990.

## Observations
On retrouve comme à son habitude un savant mélange de compositions : 5 standards de jazz, 2 compositions des époux Tjader, et 2  des membres du quartet à savoir Vince Guaraldi et Eugene Wright.
Ce disque réédité à plusieurs reprises a rejoint la collection « Original Jazz Classics » de Fantasy Records. C'est également l'un des albums les mieux notés de Cal Tjader chez AllMusic. Il n'est cependant pas représentatif de ce que Cal Tjader a pu apporter comme éléments de style et musique au courant Latin jazz.
Le titre « Land's End » composée par Pat, l'épouse de Cal Tjader symbolise la fin de la terre ferme de Californie à San Francisco, et l'ouverture de la baie sur l'océan Pacifique. L'état d'esprit de ce titre est à rapprocher des compositions de l'album San Francisco Moods.
Concernant la composition de Vince Guaraldi « Thinking Of You, MJQ », MJQ sont les initiales du Modern Jazz Quartet avec le vibraphoniste Milt Jackson qui a fortement inspiré Cal Tjader à ses débuts et le pianiste John Lewis dont Vince Guaraldi semble être un émule.
Comme ce fut le cas pour d'autres compositions de sa carrière, Cal Tjader dédie « Bill B. » à une personne qui lui ait cher.
Contrairement à ce que laisse à penser certains écrits sur cet album, le batteur Al Torre ne joue pas du piano, mais de la batterie sur tous les morceaux de ce live et le pianiste est bien sûr Vince Guaraldi.

### Avis critiques de cet album
Selon Richard S. Ginell d'AllMusic qui dresse une « Note aux collectionneurs de Latin jazz » : «le titre du disque est emphatiquement « Jazz at the Blackhawk » (que l'on traduit par : Jazz au Blackhawk) et même l'auditeur le plus fermement décidé ne trouvera pas un iota, une once d'explorations de rythmes Latin jazz dans cet album de Cal Tjader».
En lieu et place, nous avons droit à un jeu de scènes musicales vigoureux ponctué de jazz Bebop d'un quartet expert réuni par la volonté de Cal Tjader et enregistré en direct dans le fameux club nocturne de jazz de San Francisco, qui a d'ailleurs disparu depuis.
Toujours selon lui, Tjader lui-même ressemble souvent à Milt Jackson quand il fait vibrer de ses maillets, d'un jeu fluide, une série de standards du jazz. On retrouve aussi cette élégance de style sur une paire d'originaux dont lui-même et sa femme sont les auteurs, et (d'une façon assez appropriée), sur un morceau instrumental baroque, plein d'esprit, de son pianiste Vince Guaraldi, titré « Thinking of You, MJQ ».
Et celui-ci de conclure : « Eugene Wright, dit « The Senator » à la contrebasse et Al Torre, à la batterie composent la section de rythme jazz Bebop, et en connaissance de cause, vous prendez du bon temps à l'écouter ».